# Liste von Höhlen
Dieser Artikel listet Höhlen überall in der Welt auf.

## Hauptartikel
→ Höhle

## Afrika

### Algerien
- Rhar Bou Ma'za (Tafna River Cave)

### Äthiopien
- Sof Omar Holluca

### Marokko
- Wit Tamdoun

### Namibia
Siehe: Liste der Höhlen in Namibia

### Somalia
- Laas Gaal, bei Hargeysa

### Südafrika
Siehe Hauptartikel Liste der Höhlen in Südafrika

## Asien

### China
- Baishui Dong
- Chu Yan (Xiniu) Dong
- Duobing Dong
- Er Wang Dong
- Feihu Dong
- Jangzhou Dongxuexitong; Fengshan
- Lingshandong
- Mawandong
- Pixiao Dong
- San Wang Dong
- Shuanghedongqun
- Teng Long Dong in Lichuan
- Tianxing Dongxuexitong (Qi Keng Dong)

### Georgien
- Voronya-Höhle, Abchasien

### Indien
- Krem Kot Sati
- Krem Liat Prah

### Iran
- Ghar-e-Roodafshan
- Ghar-e-Bournic

### Japan
- Akkado

### Libanon
- Jeita-Grotte

### Malaysia
- Benarat Caverns - Moon Cave System
- Cloud Cave - Cobra Cave - Bridge System
- Green Cathedral - Turtle Cave System
- Gua Air Jernih
- Iubang Sarang Laba-Laba (Cobweb Cave System) bei Mulu
- Sarawak-Kammer
- Terikan System (Rising, East, West)

### Russland
- Botowskaja-Höhle, Oblast Irkutsk
- Denishöhle, Republik Altai
- Große Oreschnaja-Höhle, Region Krasnojarsk

### Thailand
- Khao Binn Höhle Provinz Ratchaburi
- Lava Höhle (engl. lava cave) im Sai-Yok-Nationalpark Provinz Kanchanaburi

### Türkei
- Altınbeşik-Höhle, Provinz Antalya
- Balatını-Höhle, Provinz Konya
- Büyük-Düden-Höhle, Provinz Konya
- Byzantinische Höhlen, Provinz Ankara
- Damlataş-Höhle, Provinz Antalya
- Gökgöl-Höhle, Provinz Zonguldak
- İndere-Höhle, Provinz Tokat
- Insuyu-Höhle, Provinz Burdur
- İlgarını-Höhle, Provinz Kastamonu
- Karaca-Höhle, Provinz Gümüşhane
- Karain-Höhle, Provinz Antalya
- Kocain-Höhle, Provinz Antalya
- Körukını-Höhle, Provinz Konya
- Korykische Grotten, auch Narlıkuyu-Höhle, Provinz İçel
- Tilkiler-Höhle, Provinz Antalya
- Tınaztepe-Höhle, Provinz Konya
- Yalan-Dünya-Höhle, Provinz İçel
- Zindan-Höhle, Provinz İsparta

### Vietnam
- Hang Khe Rhy (Ry)
- Phong Nha in Quang Binh

## Australien und Ozeanien

### Australien
- Abercrombie Caves
- Borenore Caves
- Bullita Höhlensystem
- Jenolan Caves
- Kelly Hill Caves
- Mini - Martin Cave - Exit Cave
- Naracoorte Caves
- Old Homestead Cave
- Wombeyan Caves

### Neuseeland
Nordinsel
- Auckland Volcanic Field
- Cave of One Thousand Press-Ups
- Kitenui Cave
- Wiri Lava Cave
- Karamu Cave
- Kawiti Caves
- Mangaone Cave
- Nikau Caves
- Waipu Caves
- Waitomo Caves:
- Aranui Cave
- Gardner's Gut
- Mangawhitikau
- Ruakuri Cave
- Waitomo Cave

Südinsel
- Broken River Cave
- Bulmer Caverns bei Nelson
- Cathedral Caves
- Cave Stream Scenic Reserve
- Fox River Caves
- Honeycomb Hill Cave
- Maori Leap Cave
- The Metro
- Mount Arthur caves:
- Ellis Basin
- Nettlebed Cave
- Mount Owen caves:
- Bohemia Cave
- Bulmer Cavern
- Riwaka Resurgence
- Takaka Caves:
- Harwood Hole
- Moonsilver Cave
- Te Ana-au Caves
- Xanadu Caves
- Babylon Cave

### Papua-Neuguinea
- Atea Kananda
- Mamo Kananda
- Neide - Muruk Cave
- Selminum Tem

## Europa

### Belgien
- Grottes de Han-sur-Lesse
- Grottes de Remouchamps
- Grotte de Comblain
- Grotte de Hotton
- Grotte Sainte-Anne in Tilff
- Grotte de Floreffe
- Grotte de Lorette-Rochefort
- Grotte de Spy
- Grottes du Pont d'Arcole in Hastière
- Grotte La Merveilleuse in Dinant

### Bosnien und Herzegowina
- Hrustovacka-Höhle

### Deutschland

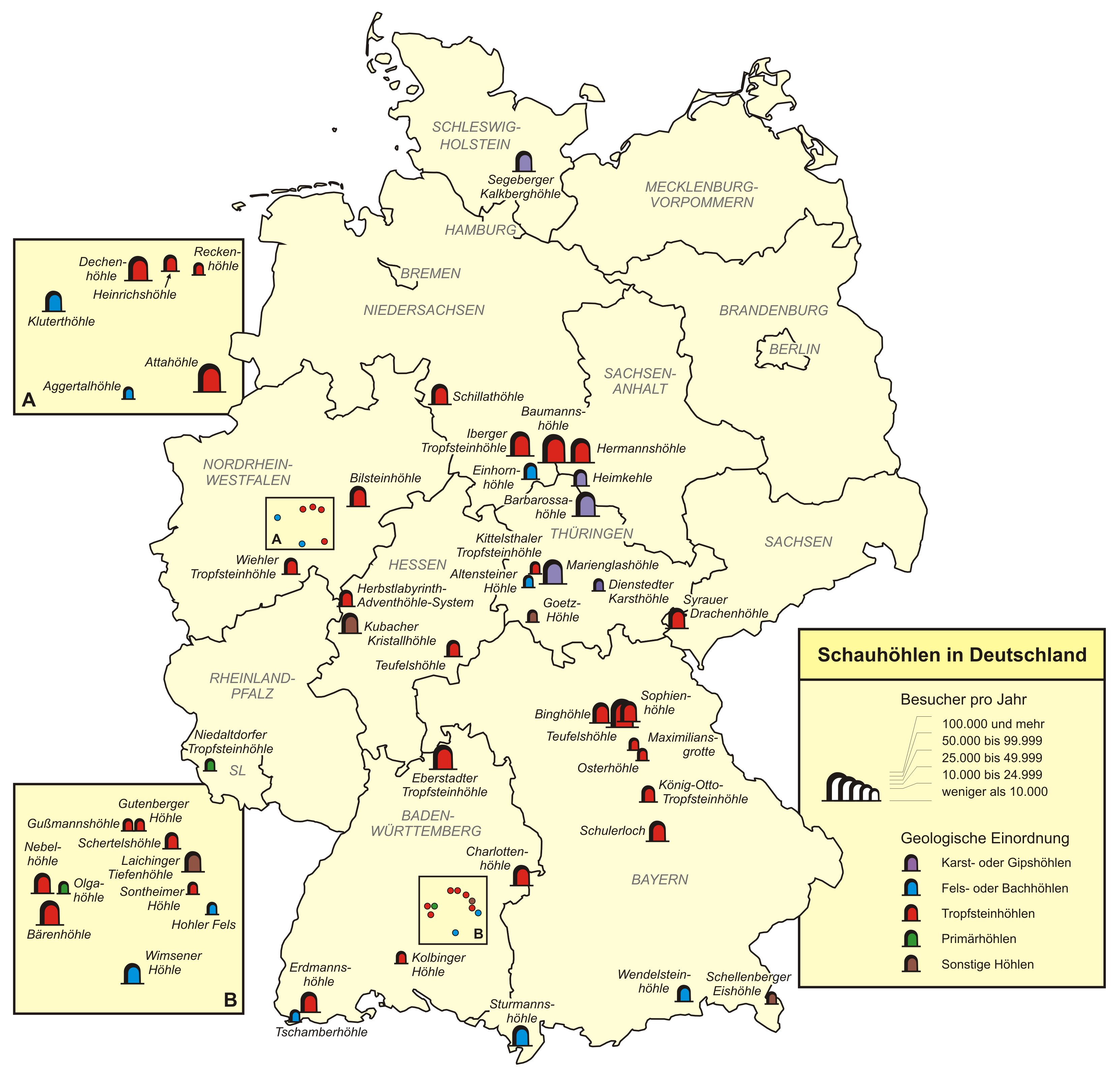
Schauhöhlen in Deutschland

Siehe auch: Liste der Schauhöhlen in Deutschland • Liste von Höhlen im Sauerland • Liste der Höhlen im Landkreis Sigmaringen • Liste von Höhlen der Fränkischen Alb
- Adventshöhle am Saalachsee bei Bad Reichenhall
- Aggertalhöhle bei Engelskirchen-Ründeroth
- Amandahöhle auf der Schwäbischen Alb
- Angerlloch bei Wallgau (Bayern)
- Alte Höhle in Sundwig
- Altensteiner Höhle bei Schweina (Thüringen)
- Atta-Höhle in Attendorn
- Aufberger Loch, eine Doline in der Nähe von Schloss Lichtenstein
- Balver Höhle, Kulturhöhle im Sauerland
- Bärenhöhle im Lonetal
- Bärenhöhle in Sonnenbühl auf der Schwäbischen Alb
- Baumannshöhle Harz
- Bauerloch auf der Schwäbischen Alb
- Bernhardshöhle bei Herbrechtingen
- Bilsteinhöhle bei Warstein
- Binghöhle in der Fränkischen Schweiz
- Birkelhöhle bei Heidenheim an der Brenz
- Bismarckgrotte bei Rinnenbrunn
- Blauhöhlensystem mit Blautopfhöhle und Vetterhöhle in Blaubeuren auf der Schwäbischen Alb
- Bogertshöhle bei Stromberg (Hunsrück)
- Bocksteinhöhle im Lonetal
- Bocksteinschmiede im Lonetal
- Brillenhöhle bei Blaubeuren im Blautal
- Brunnensteighöhle auf der Schwäbischen Alb
- Brunnensteinhöhle auf der Schwäbischen Alb
- Burghöhle Dietfurt unter der Ruine Dietfurt bei Inzigkofen im Donautal
- Charlottenhöhle bei Giengen an der Brenz
- Dampfloch bei Heubach
- Dechenhöhle in Iserlohn-Grüne
- Diebeshöhle auf dem Quirl im Elbsandsteingebirge
- Dienstedter Karsthöhle bei Dienstedt
- Doktorshöhle bei Muggendorf
- Dohlenhöhle bei Herbrechtingen
- Drachenhöhle Syrau im Vogtland
- Dreieingangshöhle bei Heubach
- Eberstadter Tropfsteinhöhle in Buchen (Odenwald)
- Eichbergschacht auf der Schwäbischen Alb
- Einhornhöhle im Harz
- Die Eishöhlen bei Birresborn sind keine natürlichen Höhlen, sondern Subterranea
- Elsachbröller auf der Schwäbischen Alb
- Erdbachhöhle bei Breitscheid im Westerwald
- Erdmannshöhle im Südschwarzwald
- Falkensteiner Höhle bei Bad Urach auf der Schwäbischen Alb
- Felsenhöhle bei Mühlheim an der Donau am Fuße der Schwäbischen Alb
- Finsteres Loch bei Heubach
- Fohlenhaus im Lonetal
- Försterhöhle in der Fränkischen Schweiz
- Frickenhöhle bei Farchant, Bayern
- Gertrudenberger Höhlen bei Osnabrück
- Große Scheuer bei Heubach
- Gußmannshöhle bei Lenningen-Gutenberg
- Gustav-Jakob-Höhle bei Grabenstetten
- Gutenberger Höhle bei Lenningen-Gutenberg
- Haus bei Heubach
- Heimensteinhöhle bei Neidlingen
- Heimkehle im Harz
- Heinrichshöhle bei Hemer-Sundwig im Sauerland
- Herbstlabyrinth bei Breitscheid im Westerwald
- Hermannshöhle im Harz
- Himmelsfelsenschacht auf der Schwäbischen Alb
- Höhle in der Hölle südwestlich Nördlingen
- Hohlenstein-Stadel im Lonetal
- Hohler Fels bei Happurg
- Hohler Fels bei Schelklingen
- Hohler Stein bei Aalen-Unterkochen
- Hohler Stein bei Buchen-Eberstadt in der Nähe der Eberstadter Tropfsteinhöhle
- Hohlsteinhöhle bei Schlangen im Eggegebirge (Ostwestfalen)
- Hölloch im Mahdtal bei Sonthofen
- Höllsternbröller auf der Schwäbischen Alb
- Hölzlesloch bei Herbrechtingen
- Iberger Tropfsteinhöhle bei Bad Grund
- Kahlensteinhöhle bei Bad Überkingen auf der Schwäbischen Alb
- Kakushöhle bei Mechernich (Eifel)
- Karlshöhle in Sonnenbühl auf der Schwäbischen Alb
- Klausenhöhle im Altmühltal bei Essing
- Klauswandhöhle bei Ramsau (Bayern)
- Kleine Scheuer im Lonetal
- Segeberger Höhle bei Bad Segeberg
- Kleine Scheuer bei Heubach
- Kittelsthaler Tropfsteinhöhle bei Kittelsthal im Thüringer Wald
- Klingengrabenbröller bei Erkenbrechtsweiler auf der Schwäbischen Alb
- Klingenteichhöhle bei Erkenbrechtsweiler auf der Schwäbischen Alb
- Kluterthöhle in Ennepetal/NRW
- Kolbinger Höhle bei Kolbingen
- König-Otto-Tropfsteinhöhle in der Oberpfalz
- Kornäckerhöhle bei Buchen-Eberstadt in der Nähe der Eberstadter Tropfsteinhöhle
- Kubacher Kristallhöhle in Hessen
- Kübelhöhle bei Herbrechtingen
- Laichinger Tiefenhöhle auf der Schwäbischen Alb
- Lippoldshöhle bei Alfeld im südlichen Niedersachsen
- Linkenboldshöhle bei Albstadt-Onstmettingen auf der Schwäbischen Alb
- Maximiliansgrotte bei Neuhaus an der Pegnitz
- Marienglashöhle bei Friedrichroda
- Mondmilchhöhle auf der Schwäbischen Alb
- Mordloch bei Geislingen an der Steige auf der Schwäbischen Alb
- Mühlbachquellhöhle bei Dietfurt an der Altmühl im Altmühltal
- Nebelhöhle (Mudershausen) bei Mudershausen
- Nebelhöhle in Sonnenbühl auf der Schwäbischen Alb
- Niedaltdorfer Tropfsteinhöhle
- Ofnethöhlen südwestlich von Nördlingen
- Olgahöhle bei Lichtenstein-Honau
- Osterhöhle bei Neukirchen-Trondorf
- Oswaldhöhle bei Muggendorf
- Pliksburggrotten bei Heubach
- Pommerlesloch, Schachthöhle bei Nagold
- Rainloch bei Mühlacker im Enzkreis
- Reckenhöhle im Hönnetal (Sauerland)
- Reinsberger Bröller
- Rosenmüllershöhle bei Muggendorf
- Salzgrabenhöhle
- Schellenberger Eishöhle bei Berchtesgaden
- Schertelshöhle bei Westerheim
- Schillat-Höhle bei Hessisch Oldendorf im Weserbergland
- Schillerhöhle auf der Schwäbischen Alb
- Schlossberghöhlen in Homburg
- Schlüssellochhöhle bei Grainbach in Oberbayern
- Schlupffelshöhle bei Beuren auf der Schwäbischen Alb
- Schulerloch im Altmühltal bei Essing-Oberau
- Schwedenhöhlen Reutlingendorf bei Obermarchtal
- Sibyllenloch auf der Schwäbischen Alb
- Silberlochhöhle im Galgental, einem Nebental des Altmühltals bei Essing
- Sontheimer Höhle bei Heroldstatt-Sontheim
- Sophienhöhle in der Fränkischen Schweiz
- Spielberghöhle bei Grainbach in Oberbayern
- Steinberghöhle in den Berchtesgadener Alpen
- Stöckelberghöhle bei Söhnstetten
- Studerbildschacht in der Pfalz
- Sturmannshöhle bei Obermaiselstein
- Tannhäuserhöhle in den Hörselbergen in Thüringen
- Teufelshöhle bei Pottenstein in der Fränkischen Schweiz
- Teufelshöhle am Saalachsee bei Bad Reichenhall
- Teufelshöhle (bei Steinau) in Hessen
- Teufelsküche (Gültigshofen)
- Todsburger Höhle auf der Schwäbischen Alb
- Todsburger Schacht auf der Schwäbischen Alb
- Tschamberhöhle bei Rheinfelden
- Venushöhle in den Hörselbergen in Thüringen
- Verena-Beutlins-Loch auf der Schwäbischen Alb
- Veronikahöhle auf der Schwäbischen Alb
- Vetterhöhle auf der Schwäbischen Alb
- Vogelherdhöhle im Lonetal
- Wendelsteinhöhle bei Brannenburg
- Wiehler Tropfsteinhöhle in Wiehl im Bergischen Land
- Wilhelmshöhle in Erkenbrechtsweiler auf der Schwäbischen Alb
- Wimmelburger Schlotte bei Eisleben
- Wimsener Höhle bei Zwiefalten-Wimsen
- Witzenhöhle bei Muggendorf
- Wulfbachquellhöhle bei Mühlheim an der Donau am Fuße der Schwäbischen Alb
- Wundershöhle bei Muggendorf
- Ziegelhöhle bei Fridingen
- Zinselhöhle bei Effelder-Rauenstein im Thüringer Wald
- Zoolithenhöhle bei Burggaillenreuth
- Zwergenhöhle in Lindlar-Scheel
- Zwergenhöhle Herrenstrunden in Bergisch Gladbach
- Zwiefaltendorfer Tropfsteinhöhle in Zwiefaltendorf

### Finnland
- Wolfshöhle (Sv:Varggrottan / Fi:Susiluola) in Ostbottnien

### Frankreich
- Abîme de Bramabiau
- Aven Armand
- Aven d'Orgnac
- Aven de la Leicasse
- Aven du Sotch de la Tride
- Aven Noir
- Borne aux Cassots
- Gouffre Berger - Gouffre de la Fromagere
- Gouffre de Cabrespine (lo Gaugnas)
- Gouffre de Padirac
- Gouffre de Poudry
- Grotte des Canalettes
- Gouffre Lonne-Peyret (Reseau des Arres Planeres)
- Gouffre Nebele
- Grotte d'Arphidia
- Grotte d'Enlène
- Grotte de Choranche
- Grotte de Dargilan
- Grotte de Gournier
- Grotte de Saint-Marcel in der Ardèche
- Grotte de la Cigalere
- Grotte de la Diau
- Grotte de la Luire
- Grotte de Neuvon
- Grotte des Demoiselles
- Grotte Chauvet
- Grotte Fourbanne
- Grotte de Lombrives
- Grotte de Malatiere
- Grotte de Marzal
- Grotte de Pech Merle
- Grotte des Trois-Frères
- Grotte du Tuc d'Audoubert
- Grotte Sarazin
- Höhlen von Savonnières
- Henry-Cosquer-Höhle
- Höhle von Lascaux
- Höhle von Rouffignac
- La Marche
- Perte de Massar
- Reseau Andre Lachambre (grotte d'Embulla)
- Reseau de Bunant
- Reseau de Coufin-Chevaline
- Reseau de Francheville
- Reseau de Fuilla - Canalettes
- Reseau de la Couze (Correze)
- Reseau de l'Alpe
- Reseau de la Dent de Crolles
- Reseau de Malissard
- Reseau Felix Trombe / Henne-Morte
- Systeme du Granier
- Reseau du Rupt du Puits
- Reseau du Verneau
- Reseau Fanges - Paradet
- Reseau Jean Bernard
- Reseau Superieur du clos d'Aspres
- Systeme Biolles - Squelettes - Crolleurs
- Systeme de Foussoubie
- Systeme Prerouge - Litorne
- Tanne aux Cochons - Tanne Froide
- Trou du Garde / Creux de la Cavale
- Trou qui souffle (Das Pfeiffende Loch) bei Vercors

### Griechenland
- Diros Höhle bei Areópoli in Lakonien
- Perama Höhle bei Ioannina
- Theopetra Höhle bei Meteora
- Petralona Höhle auf der Halbinsel Chalkidiki
- Melissani Höhle auf Kefalonia
- Große Labyrinth-Höhle auf Kreta
- Kastania Höhle in Lakonien
- Drakos-Selinitsa-System auf dem Peloponnes, Halbinsel Mani
- Höhle der Seen bei Kalavrita
- Höhle von Aggiti in Prosotsani bei Drama

### Großbritannien
- Dan yr Ogof
- Easegill System
- Gaping Gill System
- Kingsdale Cave System
- Ogof Agen Allwedd
- Ogof Craig A Ffynnon in Wales
- Ogof Draenen in Südwales
- Ogof Ffynnon Ddu im Swansea Valley in Südwales
- Ogog y Daren Cilau
- Peak/Speedwell System
- Poulnagollum - Poulelva

### Irland
- Aillwee Cave
- Crag Cave
- Dunmore Cave

### Island
- Raufarhólshellir
- Lofthellir
- Surtshellir
- Stefánshellir
- Íshellir
- Grjótagjá und Stóragjá
- Viðgelmir
- Kalmannshellir
- Eishöhle im Gletscher Kverkjökull

### Italien
- Buca di Equi in Toskana
- Buso de la Rana
- Complesso del Foran del Muss
- Complesso del Monte Corchia in der Toskana
- Complesso di Piaggia Bella
- Complesso Fiume-Vento
- El Bus della Spia in Trentino
- Fornitori-Stoppani
- Grotta della Bigonda
- Grotta di Frasassi in den Marken
- Grotta di Monte Cucco
- Grotta Gigante im Friaul
- Grotta del Vento in Toskana
- Grotta di Borgio Verezzi in Ligurien
- Grotta di Bossea in Piemont
- Grotta dei Dossi in Piemont
- Grotta del Caudano in Piemont
- Grotta di Nettuno auf Sardinien am Capo Caccia
- Grotta di Pertosa in Kampanien
- Grotta della Pietrosa in Palmi
- Grotta di Su Mannau auf Sardinien
- Grotta is Zuddas auf Sardinien
- Grotta su coloru auf Sardinien in der Region Gallura
- Grotta su marmuri auf Sardinien
- Grotta Zinzulusa in Apulien
- Grotta di Santa Croce in Apulien
- Grotte di Castellana in Apulien
- Grotte di Pignarelle in Palmi
- Grotte di Toirano in Ligurien
- Omber en Banda al Bus del Zel
- Sistema Carsico Della Cod.(Su Spiria-Su Palu)
- Sistema Su Bentu - Sa Oche

### Kroatien
- Nakovana-Höhle
- Jama Baredine bei Poreč
- Veternica bei Zagreb
- Lukina Jama im Velebitmassiv
- Vindija-Höhle bei Varaždin
- Cerovačke pećine bei Graćac
- Špilja Šipun bei Cavtat
- Baraćeve špilje bei Rakovica
- Vranjača nahe Split
- Manita Peć im Nationalpark Paklenica
- Vrelo bei Fuzine
- Lokvarska špilja bei Lokve
- Vrlovka nahe Ozalj
- Grgosova špilja bei Samobor
- Biserujka auf der Insel Krk
- Sustav Dulin ponor - Medvedica

### Moldawien
- Emil Racoviţâ Höhle - grenzüberschreitende Gipshöhle, in der Ukraine Zoluschka

### Montenegro
- Cetinjska pećina, Cetinje
- Dögös barlang, Lovćen
- Duboki do, Lovćen
- Džupanska pećina, Berane
- Grbočica, Virpazar
- Jama na Vjetrenim brdima, Žabljak
- Jama u Crkvenom dolu, Nikšić
- Jama u Majstorima, Lovćen
- Jama u Malom Lomnom dolu, Žabljak
- Jama u Pribatovom dolu, Nikšić
- Jamski sistem u Obrucinama, Žabljak
- Lipska pećina, Cetinje
- Njegoš pećina,  Lovćen
- Pećina nad Vražjim Firovima, Bijelo polje
- Samo Lepo, Žabljak
- Začirska pećina, Cetinje

### Norwegen
- Grønligrotta, Mo i Rana
- Kirkhelleren, Træna
- Kollhellaren, Moskenes
- Mikaelshulen, Skien
- Setergrotta, Mo i Rana
- Skjonghelleren
- Tjoarvekrajgge

### Österreich
- Siehe auch: Liste der Schauhöhlen in Österreich

- Ahnenschacht im Gemeindegebiet von Ebensee
- Allander Tropfsteinhöhle - Schauhöhle nahe Heiligenkreuz
- Altherrenlabyrinth
- Almberg Höhlensystem im Toten Gebirge bei Grundlsee
- Bärenhöhle bei Reuthe im Bregenzerwald/Vorarlberg
- Bergerhöhle
- Brunnenhöhle in Niederösterreich
- Burgunderschacht
- Buschgrube bei Krems
- Cosanostraloch-Berger-Platteneck-Höhlensystem
- Dachstein-Mammuthöhle bei Obertraun
- Dachstein-Rieseneishöhle bei Obertraun
- Das trockene Loch in Niederösterreich
- Dellerklapfhöhle
- DÖF-Sonnenleiter-Höhlensystem
- Drachenhöhle bei Mixnitz
- Dreidärrischenhöhle im Gemeindegebiet von Gaaden
- Einhornhöhle - Schauhöhle bei Dreistetten
- Einödhöhle bei Pfaffstätten
- Eisensteinhöhle - Schauhöhle bei Bad Fischau/Brunn
- Eiskogelhöhle bei Werfenweng
- Eisriesenwelt bei Werfen
- Entrische Kirche bei Klammstein im Gasteinertal
- Feichtner-Schachthöhle
- Feuertalsystem im Gemeindegebiet von Ebensee
- Frauenmauerhöhle (Frauenmauer-Langstein Höhlensystem) Durchgangshöhle bei Eisenerz
- Frauenofen
- Gamslocher-Kolowratsystem
- Gasselhöhle - Schauhöhle bei Ebensee/Salzkammergut
- Grasslhöhle bei Weiz
- Griffener Tropfsteinhöhle bei Griffen
- Grießkar Höhlensystem
- Grubstein-Westwandhöhle
- Gudenushöhle im Kremstal
- Hedwigshöhle
- Herbsthöhle
- Hermannshöhle - Schauhöhle bei Kirchberg am Wechsel
- Hirlatzhöhle
- Hochkarschacht - Schauhöhle bei Göstling an der Ybbs
- Hochleckengroßhöhle
- Höhlen in der Flatzer Wand
- Hohlur (Hallourhöhle)
- Holde Höhle
- Hundalm-Eishöhle
- Hüttstatthöhle
- Jägerbrunntroghöhle
- Jubiläumsschacht
- Karrenschacht
- Katerloch bei Weiz
- Kolkbläser-Monsterhöhle-System im Steinernen Meer
- Koppenbrüllerhöhle bei Obertraun
- Kraushöhle bei Gams
- Kuchlbergalmschacht
- Kühloch bei Bad Ischl
- Lamprechtsofen bei Lofer
- Lieglloch bei Tauplitz
- Loferer Schacht bei Lofer
- Lurgrotte zwischen Peggau und Semriach
- Mäanderhöhle
- Myralucke im Unterberg (Gutensteiner Alpen) bei Pernitz
- Nervensystemhöhle
- Nixhöhle Schauhöhle bei Frankenfels
- Obir-Tropfsteinhöhlen im Hochobir
- Ochsenhalthöhle im Toten Gebirge
- Ötscher-Tropfsteinhöhle (Ötscherhöhlensystem) - Schauhöhle bei Gaming
- Raucherkarhöhle bei Bad Ischl
- Räuberhöhle (Spital am Semmering)
- Räuberhöhle (Mollramer Wald)
- Repolusthöhle bei Peggau
- Rettenwandhöhle bei Kapfenberg
- Salzofenhöhle im Toten Gebirge bei Grundlsee
- Scheukofen
- Schlenken-Durchgangshöhle in Salzburg
- Schneckenlochhöhle bei Schönenbach/Bregenzerwald
- Schnee-Maria-Höhle
- Schindelkogelschacht bei Mariazell
- Schönberghöhle
- Schwarzloch im Gerhardstein bei Lofer
- Schwarzmooskogel-Höhlensystem im Loser Plateau bei Altaussee
- Schwer Höhlensystem
- Spannagelhöhle bei Hintertux
- Steinbrückenhöhle im Loser Plateau bei Altaussee
- Stiller Schacht
- Südwandhöhle im Dachstein
- Tantalhöhle
- Traungoldhöhle im Loser Plateau bei Altaussee
- Trübbachhöhle bei der Laguzalpe Marul im Großen Walsertal/Vorarlberg
- Trunkenboldschacht im Gemeindegebiet von Ebensee
- Warwas-Glatzen Höhlensystem
- Windlöcher bei der Klingeralm

### Russland
- Achschtyr-Höhle in Sotschi, Region Krasnodar
- Gorlo Barloga, Karatschai-Tscherkessien
- Kungurer Eishöhle in Kungur, Region Perm
- Salawathöhle, Baschkortostan
- Siganowka, Baschkortostan
- Woronzower Höhle in Sotschi, Region Krasnodar

### Schweden
- Hoverbergsgrottan bei Berg in Jämtland
- Korallgrottan bei Ankarvattnet in Jämtland

### Schweiz
In der Schweiz wurden bis heute rund 7.500 Höhleneingänge erforscht und katalogisiert. 
- A2 (Loubenegg)
- Acqua del Pavone
- Ahöreli
- Apollohöhle
- Baume de Longeaigue
- Bawanglihöhle
- Bärenschacht
- Bättlerloch
- Bettenhöhle, Gesamtlänge 28.534 m, Höhenunterschied 804 m
- Botchenhöhle
- Böllen-Höhlen-System
- Brandloch
- Creux d'Entier
- Creux-Genat
- Dreckiges Paradies
- Edisloch
- Eiskeller
- El Böcc at Pilat
- Fikenloch I
- Fitzlischacht
- Frutthöhle M2
- G65 Schrattenfluh
- Gäsihöhle
- Geltenbachhöhle
- Glacière de Druchaux
- Gouffre Cathy G55
- Gouffre Cernil Ladame
- Gouffre de la Cascade
- Gouffre de la Pleine Lune
- Gouffre de Longirod
- Gouffre de Pertuis
- Gouffre des Diablotins
- Gouffre des Excentriques
- Gouffre du Grand Cor
- Gouffre du Grêlon Fumant
- Gouffre du Petit-Pré
- Gouffre Faisoifici
- Gouffre No.5 du Lapi di Bou
- Grande Chaudière d’Enfer
- Grotte aux Fées
- Grotte de l'Orbe
- Grotte de la Crête de Vaas
- Grotte de Milandre
- Grotte de Môtiers
- Grotte des Pingouins
- Grotte du Glacier (Naye)
- Grotte du Protoconule
- Gütschtobelhöhle
- Haglätschhöhle
- Häliloch
- Hohgantloch
- Höhle am Bietstock
- Höllgrotten
- Hölloch, Gesamtlänge über 200 km, Höhenunterschied 939 m
- Hugoschacht
- Knochenloch
- JCB-Höhle H6 (Sieben Hengste)
- K2 (Hohgant)
- Kaltbachhöhle
- Kesslerloch
- Klufthöhle Hasliberg
- Köbelishöhle
- Kreuzloch
- Kristallhöhle Kobelwald
- Lachenstockhöhle
- Lauiloch
- Lochbachhöhle
- M3 (Oberländer)
- Mäanderhöhle
- Milchbachhöhlen
- Milchbalmhöhle
- Muschelloch
- Muttseehöhle
- Neotektonikhöhle
- Neuenburgerhöhle
- Neumond Schacht
- Nidlenloch
- No.126 (JYM5), Charetalp
- Obere Seehöhle
- P155 (Schrattenfluh)
- P164 (Schrattenfluh)
- Plattenhöhle
- Pumpernickel-Schacht
- Réseau de Covatannaz
- Réseau de la Combe du Bryon
- Réseau de la Pernon-Cascade
- Réseau des Grottes aux Fées
- Réseau des Lagopèdes
- Réseau des Morteys
- Réseau des Topomasos
- Réseau du Folliu
- Réseau du Poteux
- Réseau Epaule-Alfredo
- Réseau Michel Gallice
- Réseau Stéphane
- Rinquelle
- Rossstockhöhle
- Schildchrott
- Schrattenhöhle, Gesamtlänge 19'645 Meter, Höhenunterschied 573 m
- Seichbergloch
- Selun-Höhlensystem
- Sieben Hengste-Hohgant-Höhlensystem
- Sihlhöhle+Heuloch
- Silberendom
- Silberensystem
- St. Beatus-Höhlen
- St. Orestloch
- Sternenhöhle
- Steinbockhöhle
- Taubenloch-Höhle
- Taufhöhle D10.6
- Trou des Vents
- Trou Mark, Gopital
- Vorab-Höhle
- Warzensystem
- Wildenmannlisloch
- Wildkirchli
- Windloch (Klöntal)
- Zappeleschrund

### Serbien
- Bogovinska pećina, Boljevac
- Buronov ponor, Donji Milanovac
- Cerjanska pećina, Niš
- Drenjarski sistem, Brza Palanka
- Dragov ponor, Valjevo
- Faca Šora, Donji Milanovac
- Ibrin ponor, Donji Milanovac
- Jama na Dubašnici, Zlot
- Jama na Velikom Igrištu, Čestobrodica
- Jama u Laništu, Donji Milanovac
- Lazareva pećina,  Zlot
- Nemački ponor, Tekija
- Rajkova pećina, Majdanpek
- Rakin ponor, Donji Milanovac
- Samar, Svrljig
- Tisova jama, Žagubica
- Ušački pećinski sistem, Sjenica
- Velika pećina, Kučevo

### Slowakei
In der Slowakei wurden bis heute über 400 Höhlen erforscht. Folgende davon sind öffentlich zugänglich:
Höhlen, die zum UNESCO-Weltnaturerbe gehören:
- Dobšinská ľadová jaskyňa (deutsch Dobschauer Eishöhle)
- Domica-Höhle
- Gombasecká jaskyňa (deutsch Gombasecker Höhle)
- Jasovská jaskyňa (deutsch Jossauer Höhle)
- Ochtinská aragonitová jaskyňa (deutsch Ochtinaer Aragonithöhle)

Andere sehenswerte Höhlen:
- Belianska jaskyňa (deutsch Belaer Höhle)
- Bojnická hradná jaskyňa (deutsch Weinitzer Burghöhle)
- Demänovská jaskyňa Slobody (deutsch Demänovaer Tropfsteinhöhle (der Freiheit))
- Demänovská ľadová jaskyňa (deutsch Demänovaer Eishöhle)
- Driny-Höhle
- Bystrianska jaskyňa (deutsch Bystraer Höhle)
- Harmanecká jaskyňa (deutsch Harmanecer Höhle)
- Važecká jaskyňa (deutsch Važecer Tropfsteinhöhle)

### Slowenien
- Große Eishöhle in Paradana
- Höhlen von Postojna bei Postojna
  - Pivka Jama (Poikhöhle), ein Teil des Postojna-Höhlensystems
  - Črna Jama (Schwarze Höhle), ein Teil des Postojna-Höhlensystems
- Höhlenburg Predjama bei Postojna
- Höhlen von Škocjan
- Höhle von Pekel
- Höhle von Križna
- Höhle von Divaca
- Höhle von Vilenica

### Spanien
- Höhle von Altamira
- Complejo Atxuriaga (Complex)
- Cova des Pas de VAllgornera
- Coves d’Artà auf Mallorca in der Nähe von Artà
- Coves del Drac - Tropfsteinhöhle mit großem unterirdischem See bei Porto Cristo
- Cueva de la Lastrilla
- Cueva del Valle (Red Del Silencio)
- Cueva de los Chorros
- Cueva de Rescano - Torca de la Luna Llena
- Cueva del Hoyo Salcedillo
- Cueva del Viento-cueva del Sobrado (Lava Tube)
- Cueva la Vallina (VT.100)
- Cuevas de Campanet auf Mallorca im Nordwesten zwischen Inca und Alcúdia
- Coves dels Hams Tropfsteinhöhle auf Mallorca bei Porto Cristo
- Cuevas de Gènova auf Mallorca nahe Palma
- Cueva de los Verdes auf Lanzarote, Lavahöhle
- Cuevas de Nerja bei Málaga
- Cueva de la Pileta bei Benaoján
- Cueva del Tesoro bei Málaga
- Es Culleram (Ibiza)
- Red de Toneyo
- Sima del Hayal de Ponata
- Sistema Aranonera
- Sistema Azpilicueta-Coteron-Renada (Sistema de la Vega)
- Sistema Cueto-Coventosa-Cubera
- Sistema de Anielarra
- Sistema de Cubija (North Vega System)
- Sistema de las Bernias
- Sistema del Hoyon de Saco(Sistema del Hoyo Grande)
- Sistema de Ojo Guarena
- Sistema de los Cuatro Valles
- Sistema del Mortillano
- Sistema del Alto Tejuelo
- Sistema Lecherines
- Sistema Tibia-Fresca
- Torca de los Corrales del Trillo (Sistema Pena del Trillo-La Tramasquera)

### Tschechien
- System Amatérské jeskyně in CHKO Moravský kras (Mährischer Karst)
- Jeskyně Balcarka in Mährischer Karst
- Bozkovské dolomitové jeskyně in Krkonošský kras
- Chýnovská jeskyně in Chejnower Karst
- Javoříčské jeskyně in Javoříčský kras
- Kateřinská jeskyně in Mährischer Karst
- Koněpruské jeskyně in Český kras
- Mladečské jeskyně in Mladečský kras
- Jeskyně Na Pomezí in Jesenický kras
- Jeskyně Na Špičáku in Jesenický kras
- Jeskyně Na Turoldu in Jihomoravský kras
- Punkevní jeskyně (deutsch Punkwahöhlen) in Mährischer Karst
- Sloupsko-šošůvské jeskyně in Mährischer Karst
- Zbrašovské aragonitové jeskyně in Hranický kras

### Ukraine
- Kristalnaja
- Mlinki
- Optymistytschna Petschera  Oblast Ternopil (Podolien)
- Oserna Petschera  Oblast Ternopil (Podolien)
- Osernaja
- Soluschka

### Ungarn
- Baradla
- Höhlen im Bükk-Gebirge, siehe Bükk-Gebirge#Höhlen im Bükk, auch mit Höhlenthermalbad

## Mittelamerika

### Belize
- Chiquibul Cave System

## Nordamerika

### Mexiko
- Cueva Coyolat
- Cueva de Alpazat
- Cueva del Tecolote
- Gruta de las Canicas
- Kihaje Xontjoa
- Sistema Actun Hu
- Sistema Cheve (Cuicateco)
- Sistema Cuetzalan - Atepolihuit
- Sistema del Gandara
- Sistema de Tepepa
- Sistema Dos Ojos
- Sistema Huautla
- Sistema K'oox Baal, Unterwasserhöhle
- Sistema Naranjal (Najaron-Maya Blue)
- Sistema Ox Bel Ha bei Solidaridad
- Sistema Ponderosa, Unterwasserhöhle
- Sistema Purificacion
- Sistema Sac Actun (Nohoch Nah Chich) bei Solidaridad
- Sistema Soconusco
- Sistema Toh Ha

### Kanada
- Castleguard Cave

### USA
- Big Bat Cave
- Big Bone Cave
- Big Horn - Horsethief Cave System
- Bigfoot Cave
- Binkley's Cave System
- Blue Spring Cave in Tennessee
- Bone - Norman Cave System
- Butler-Sinking Creek System
- Carroll Cave
- Carlsbad Caverns im Carlsbad-Caverns-Nationalpark, New Mexico
- Cave Creek Cave System
- Chestnut Ridge Cave System
- Coldwater Cave
- Coral Cave System
- Crumps Spring Cave
- Culverson Creek Cave System
- Cumberland Caverns in Tennessee
- Crevice Cave in Missouri
- Ellisons Cave
- Emesine Cave
- Fern Cave
- Fisher Ridge Cave System in Kentucky
- Fitton (Beauty) Cave
- Foglepole Cave
- Fort Stanton Cave
- Friars-Hole Höhlensystem in Sest Virginia
- Gap Cave System
- Goochland - Poplar Cave Complex
- Gradys (Mammoth River) Cave System
- Groaning Cave
- Hellhole in West Virginia
- Hidden River System (Hicks Cave)
- Honey Creek Cave
- Howe Caverns
- Hualalai Ranch Cave
- Indian Caverns in Pennsylvania
- James (Thousand Domes) Cave
- Jewel Cave im Jewel Cave National Monument, South Dakota
- Kazumura Cave Lavahöhle auf Hawaii
- Kipuka Kanohina (Kula Kai Caverns)
- Laurel Caverns in Pennsylvania
- Lehman Cave im Great-Basin-Nationalpark, Nevada
- Lechuguilla Cave in New Mexico
- Lilburn Cave
- Lincoln Caverns in Pennsylvania
- Lost River Cave System
- Luray Caverns in Virginia
- Mammoth Cave System im Mammoth-Cave-Nationalpark, Kentucky
- Martin Ridge System in Kentucky
- Maxwellton (Cowshit Pit) Cave
- McClung Cave System
- Memorial Day Cave
- Mercer Cave in Kalifornien
- Moore Cave System
- Mountain Eye Cave System
- Mystery Cave System
- Nunley Mtn.Cave System
- Omega System in Virginia
- Oregon Cave im Oregon Caves National Monument, Oregon
- Organ Cave System in West Virginia
- Pahoa Cave
- Penn’s Cave in Pennsylvania
- Perkins Cave
- Portal-BoarHole System
- Powell's Cave System
- Rimstone River Cave
- Rumbling Falls Cave
- Scott Hollow Cave in West Virginia
- Sloans Valley Cave System in Kentucky
- Smoke Hole Caverns in West Virginia
- Sugar Run Cave System
- Sullivan Cave
- The Hole
- Thornhill Cave System
- Timpanogos Cave im Timpanogos Cave National Monument, Utah
- Wakulla-Leaon Sinks Cave System, Unterwasserhöhle in Florida
- Wells Cave
- Wind Cave im Wind-Cave-Nationalpark, South Dakota
- Xanadu Cave System in Tennessee

## Südamerika

### Brasilien
- Conjunto Santa Rita
- Conjunto Sao Mateus/Imbira
- Toca da Barriguda
- Toca da Boa Vista

### Chile
- Cueva del Milodón

### Peru
- Guitarrero-Höhle

### Venezuela
- Cueva del Guácharo, Caripe, Monagas
- Cueva Ojos de Cristal, Roraima-Tepui
- Muchimuk-Höhlensystem

## Weblink
- caverbob.com, Listen der längsten und tiefsten Höhlen in USA und weltweit